# Bokang Mothoana
Bokang Mothoana (ur. 9 grudnia 1987 w Maseru) – sotyjski piłkarz występujący na pozycji lewego obrońcy.

## Kariera klubowa
W latach 2005-2007 Mothoana grał w klubie FC Likhopo. W 2007 przeszedł do tunezyjskiego US Monastir. W 2013 wrócił do FC Likhopo.

## Kariera reprezentacyjna
W latach 2005-2017 Mothoana rozegrał 38 meczów i strzelił 4 gole w reprezentacji Lesotho. Grał między innymi na turniejach COSAFA Cup 2005 i COSAFA Cup 2006. 